# Hans von Salmuth
Hans Eberhard Kurt von Salmuth (Metz, 11 novembre 1888 – Heidelberg, 1º gennaio 1962) è stato un generale tedesco, generale della Wehrmacht sul fronte orientale durante la seconda guerra mondiale e comandante della XV Armata in Francia durante lo sbarco in Normandia.

## Biografia
Nato in Lorena da una famiglia di militari prussiani, si arruola nell'esercito tedesco il 19 settembre 1907. Dopo aver combattuto nella prima guerra mondiale, nel maggio 1934 von Salmuth viene promosso colonnello e trasferito allo Stato maggiore dell'esercito.

### La seconda guerra mondiale
Allo scoppio della seconda guerra mondiale partecipa alla campagna di Polonia e poi alla campagna di Francia.
Nel 1941 von Salmuth viene assegnato al fronte orientale e durante l'Operazione Barbarossa combatte in Crimea prendendo parte alla battaglia di Sebastopoli.
Trasferito in Francia nell'agosto 1943 gli viene affidato il comando della 15. Armee (che con le sue 17 divisioni era la più grande nel fronte occidentale), di stanza nel Passo di Calais, la zona dove Hitler pensava che sarebbero sbarcati gli Alleati.
Dopo lo sbarco in Normandia, nell'agosto 1944 venne sollevato dal comando.

## Il processo di Norimberga
Dopo la fine della guerra von Salmuth viene trattenuto come prigioniero di guerra fino al 1948 e giudicato dal Tribunale di Norimberga. Accusato di crimini di guerra e crimini contro l'umanità verrà condannato a 20 anni di carcere. Rilasciato nel 1953, morirà a Heidelberg nel 1962.

## Gradi ricoperti e promozioni
- Oberst (1º maggio 1934)
- Generalmajor (1º agosto 1937)
- Generalleutnant (1º agosto 1939)
- General der Infanterie (1º agosto 1940)
- Generaloberst (1º gennaio 1943)